# لويد وليامز (لاعب كريكت)
لويد وليامز (بالإنجليزية: Lloyd Williams)‏ (30 مايو 1925 في المملكة المتحدة - 18 يوليو 2007 بإنجلترا في المملكة المتحدة) هو لاعب كريكت بريطاني. لعب مع نادي مقاطعة سومرست للكريكت ‏.